# Sigmatomera (Sigmatomera) aequinoctialis
Sigmatomera (Sigmatomera) aequinoctialis is een tweevleugelige uit de familie steltmuggen (Limoniidae). De soort komt voor in het Neotropisch gebied.